# (34275) 2000 QE136
2000 QE136 (asteroide 34275) é um asteroide da cintura principal. Possui uma excentricidade de 0.09532720 e uma inclinação de 17.30600º.
Este asteroide foi descoberto no dia 28 de agosto de 2000 por LINEAR em Socorro.